# Természetjog
A természetjog (latin ius naturale vagy lex naturalis) a jogfilozófia egyik irányzata. Főként a jogi pozitivizmussal áll szemben. 
A természetjog irányzata az ókorban alakult ki. A jog változását szorgalmazza, a fennálló jogrendszerrel szemben: alapállása tehát a kritika. [forrás?]
A természetjog azt tartja, hogy a természetből, Istenből, vagy az észből leszűrhető, a természet örök rendjén alapuló általános jogelvek összességét testesíti meg, ezért hívei magasabb rendűnek tartják a természetjogot a hatályos pozitív jognál. 
A természetjog elfogadása a jog megkettőzését, az emberi eredetű pozitív joggal szemben egy örök, változatlan, helyes és igazságos, ezért magasabb rendű jog létezésének elismerését jelenti. Ez az emberi értelem segítségével felismerhető, érvényessége azonban nem az emberi vagy állami elismerésen alapul.
A természetjogász mindig két jogrendszert vesz figyelembe: 
- a természetjogot, amely örök, változatlan, és a hatályos jog felett áll, illetve
- a pozitív jogot, amely maga a hatályos jog.

Azt vizsgálja, hogy a pozitív jogban mennyire érvényesülnek a természetjog szabályai.

## Irányzatai
Négy fő korszakát különböztethetjük meg, ezek történetileg is különböző korokhoz kapcsolhatók.

### Klasszikus természetjog
Ez a felfogás az ókori görögöktől származik, mely szerint a jogelvek a természetből származnak. Antiphon görög tudós szerint a természetjog azért jó, mert örök és változatlan. A római jogban, bár szigorú pozitív jogrendszernek kell tekintenünk, mégis jelen volt a természetjog: a ius gentium tételeiben.

### Középkori természetjog
Ezen középkori nézet szerint a természetjog nem más, mint Isten akaratának kifejezése. Ezt az irányzatot képviselte Hippói Szent Ágoston és Aquinói Szent Tamás. Megkülönböztetik az örök törvényt (lex aeterna), az isteni törvényt (lex divina), a természeti törvényt (lex naturalis) és az emberi törvényt (lex humana).

### A felvilágosodás természetjoga

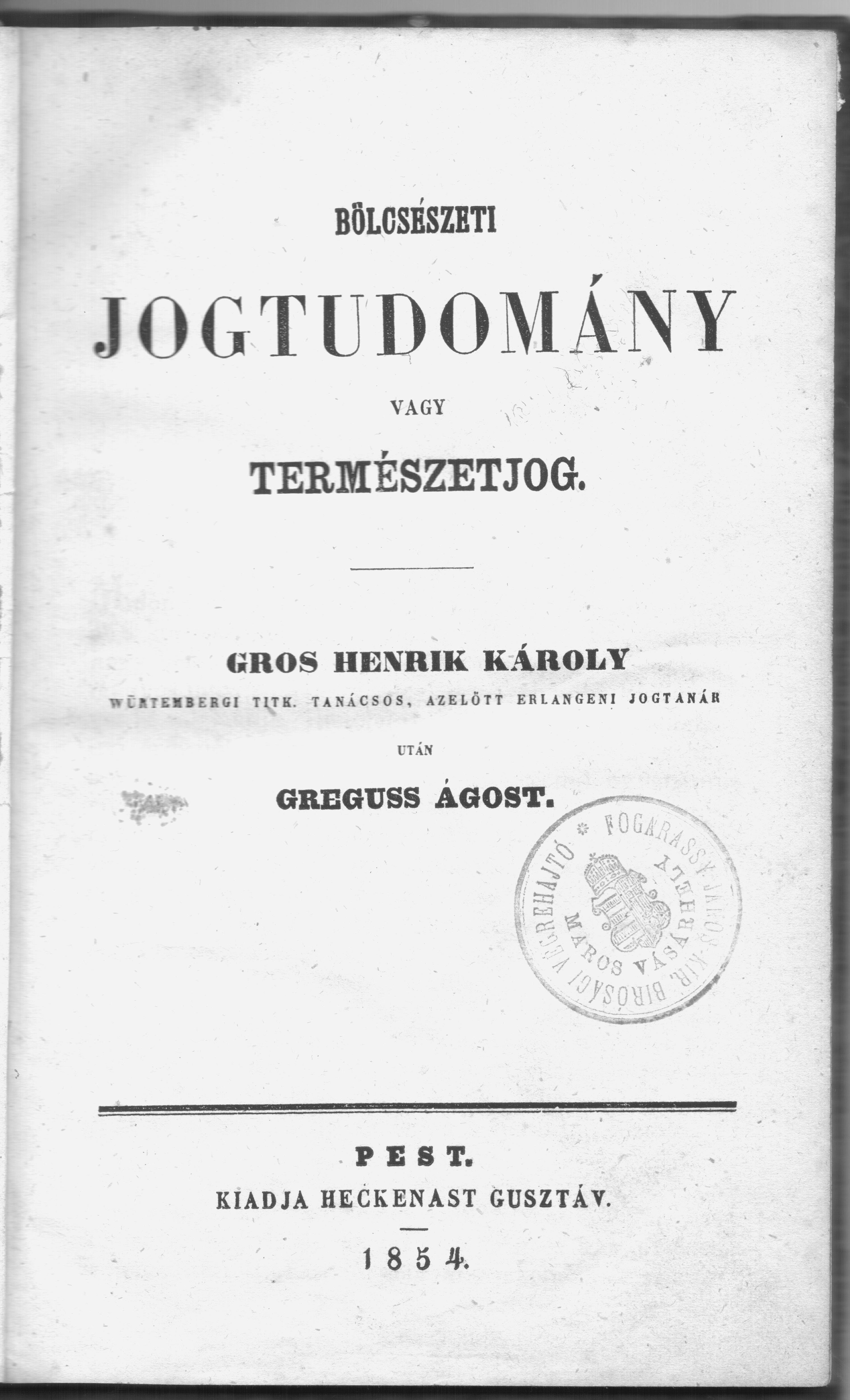
Greguss Ágost – Természetjog, 1854

A természetjog harmadik irányzatát a felvilágosodás hozza magával. Eszerint a jogelvek az észből származnak, nem pedig Istentől vagy a természetből. Ezt az irányzatot képviselte többek között Thomas Hobbes, John Locke, Rousseau, Montesquieu és Hugo Grotius. Célszerű azonban megjegyezni, hogy a felvilágosodás filozófiájához elsősorban a szerződéselméletek kapcsolódnak, és elmondhatjuk, hogy ezek kimunkálói többnyire hívei a természetjognak. Azonban míg a klasszikus természetjogászok inkább magánjogi területen tevékenykedtek, addig a szerződéselméletek közelebb állnak a közjoghoz.

### A 20. század természetjoga
A pozitív jog felett álló jogi alapelvek elismerése, a háborús bűnösök megbüntetését célzó bírói gyakorlat révén a természetjog a 20. században újjáéledt. Felismerhetjük ezt a hatást mind az egyes államok törvényhozásában, mind az emberi jogok széles körű nemzetközi elismerésében. A 20. századi természetjog képviselői közé tartozik Gustav Radbruch, Alfred Verdoss, Giorgio del Vecchio, Johannes Messner, Lon L. Fuller.